# No. 611 Squadron RAF
Le No. 611 (West Lancashire) Squadron est un squadron de la Royal Air Force. Il est formé pour la première fois en 1936 et est dissous en 1957 après avoir combattu en tant qu'unité de chasse pendant la Seconde Guerre mondiale. Il est reformé en tant qu'escadron de réserve en 2013.